# يلينا لاشمانوفا
يلينا أناتولييفنا لاشمانوفا (بالروسية: Елена Анатольевна) هي متسابقة مشي روسية ولدت في يوم 9 أبريل 1992 في مدينة سارانسك في موردوفيا في روسيا، أبرز إنجازاتها هو فوزها بالميدالية الذهبية في دورة الألعاب الأولمبية الصيفية 2012 في لندن في سباق ال20 كلم، كما فازت بالميدالية الذهبية في بطولة العالم لألعاب القوى 2013 في موسكو، في يونيو 2014 تم إيقافها بعد إكتشاف تناولها للمنشطات مما أدى لإيقافها من المشاركة في دورة الألعاب الأولمبية الصيفية 2016 في ريو دي جانيرو.

## روابط خارجية
- يلينا لاشمانوفا على موقع الاتحاد الدولي لألعاب القوى (الإنجليزية)
- يلينا لاشمانوفا على موقع أوليمبيديا (الإنجليزية)